# Encentrum forcipatum
Encentrum forcipatum är en hjuldjursart som beskrevs av Dartnall 1997. Encentrum forcipatum ingår i släktet Encentrum och familjen Dicranophoridae. Inga underarter finns listade i Catalogue of Life.